# Edward Heinemann
Edward Henry Heinemann (Saginaw, 14 de março de 1908 — 26 de novembro de 1991) foi um engenheiro estadunidense.

## Biografia
Heinemann nasceu em Saginaw, Michigan. Ele se mudou para a Califórnia quando menino e foi criado em Los Angeles. Engenheiro autodidata, ele se juntou à Douglas Aircraft como desenhista em 1926, mas foi demitido em um ano. Depois de passagens pela International Aircraft, Moreland Aircraft e pela primeira Northrop Corporation, Heinemann voltou para a Douglas depois que ela adquiriu a Northrop. Heinemann tornou-se engenheiro-chefe de Douglas em 1936. Permaneceu na empresa até 1960, quando saiu para ingressar na Guidance Technology. Em 1962, juntou-se à General Dynamics como Vice-Presidente Corporativo de Engenharia. Nesta posição, ele supervisionou o desenvolvimento do F-16. Aposentou-se em 1973.
O projetista de aviões Burt Rutan listou Heinemann como um dos principais pioneiros da aviação que o inspiraram a se tornar um engenheiro aeroespacial.

## Projetos
Durante sua longa carreira na Douglas, Heinemann projetou mais do que 20 aeronaves de combate, principalmente para a Marinha dos Estados Unidos, algumas das quais tornaram-se legendárias na história da aviação. Dentre as aeronaves por ele projetadas incluem-se:
- Douglas SBD Dauntless (bombardeiro de mergulho)
- Douglas A-20 (caça-bombardeiro)
- Douglas A-26 (caça-bombardeiro)
- Douglas A-1 Skyraider (caça-bombardeiro)
- Douglas A-3 Skywarrior (bombardeiro)
- McDonnell Douglas A-4 Skyhawk (bombardeiro leve)
- Douglas F3D Skyknight (caça noturno)
- Douglas F4D Skyray (caça de porta-aviões)
- Douglas Skyrocket e Douglas Skystreak (aeronaves de pesquisa)

Uma das primeiras aeronaves a ser projetada por Heinemann foi o Moreland M-1 Trainer de 1929, um monoplano de asa de guarda-sol de asa travada. Devido à recessão de 1929, apenas um pequeno número foi vendido antes que a empresa deixasse de operar em 1933.